# Tlacotzontli
Tlacotzontli – w mitologii azteckiej bóg dróg.
Tlacotzontli był synem Coatlicue i należał do grupy czterystu bogów zwanych Centon-huitznahua („Czterystu z Południa”) – bóstw gwiazd.